# Lijst van voetbalinterlands Angola - Benin
Deze lijst van voetbalinterlands is een overzicht van alle officiële voetbalwedstrijden tussen de nationale teams van Angola en Benin. De landen speelden tot op heden vijf keer tegen elkaar. De eerste ontmoeting was een  vriendschappelijke wedstrijd op 10 december 1998 in Luanda. Het laatste duel, een kwalificatiewedstrijd voor het Wereldkampioenschap voetbal 2010, werd gespeeld in Cotonou op 7 september 2008.

## Wedstrijden
| № | Plaats  | Datum            | Competitie                   | Wedstrijd      | Uitslag |
| - | ------- | ---------------- | ---------------------------- | -------------- | ------- |
| 1 | Luanda  | 10 december 1998 | Vriendschappelijk            | Angola − Benin | 0 − 0   |
| 2 | Cotonou | 2 augustus 1998  | Afrika Cup 2000 kwalificatie | Benin − Angola | 2 − 1   |
| 3 | Luanda  | 15 augustus 1998 | Afrika Cup 2000 kwalificatie | Angola − Benin | 2 − 0   |
| 4 | Luanda  | 1 juni 2008      | WK 2010 kwalificatie         | Angola − Benin | 3 − 0   |
| 5 | Cotonou | 7 september 2008 | WK 2010 kwalificatie         | Benin − Angola | 3 − 2   |

## Samenvatting
| Competitie              | Totaal gespeeld | Winst Angola | Gelijk | Winst Benin | Doelsaldo Angola – Benin |
| ----------------------- | --------------- | ------------ | ------ | ----------- | ------------------------ |
| WK-kwalificatie         | 2               | 1            | 0      | 1           | 5 − 3                    |
| Afrika Cup-kwalificatie | 2               | 1            | 0      | 1           | 3 − 2                    |
| Vriendschappelijk       | 1               | 0            | 1      | 0           | 0 − 0                    |
| Totaal                  | 5               | 2            | 1      | 2           | 8 − 5                    |

Wedstrijden bepaald door strafschoppen worden, in lijn met de FIFA, als een gelijkspel gerekend.
FAF · A-internationals · Bondscoaches · Statistieken · Angolees vrouwenelftal · Olympisch elftal · Angola U21 · Angola U20 · Angola U19 · Angola U18 · Angola U17
1980 – 1989 · 
1990 – 1999 · 
2000 – 2009 · 
2010 – 2019 ·
2020 − 2029
WK 2006
1977 · 
1978 · 1979 · 
1980 · 
1981 · 
1982 · 
1983 · 
1984 · 
1985 · 
1986 · 
1987 · 
1988 · 
1989 · 
1990 · 
1991 · 
1992 · 
1993 · 
1994 · 
1995 · 
1996 · 
1997 · 
1998 · 
1999 · 
2000 · 
2001 · 
2002 · 
2003 · 
2004 · 
2005 · 
2006 · 
2007 · 
2008 · 
2009 · 
2010 · 
2011 · 
2012 · 
2013 · 
2014 ·
2015 ·
2016 ·
2017 ·
2018 ·
2019 ·
2020 ·
2021 ·
2022 ·
2023 ·
2024
Algerije ·
Argentinië ·
Bahrein ·
Benin ·
Botswana ·
Burkina Faso ·
Burundi ·
Centraal-Afrikaanse Republiek ·
Comoren ·
Congo-Brazzaville ·
Congo-Kinshasa ·
Cuba ·
Egypte ·
Equatoriaal-Guinea ·
Eritrea ·
Estland ·
Ethiopië ·
Gabon ·
Gambia ·
Ghana ·
Guinee ·
Guinee-Bissau ·
Iran ·
Ivoorkust ·
Japan ·
Kaapverdië ·
Kameroen ·
Kenia ·
Lesotho ·
Letland ·
Liberia ·
Libië ·
Madagaskar ·
Malawi ·
Mali ·
Malta ·
Marokko ·
Mauritanië ·
Mauritius ·
Mexico ·
Mozambique ·
Namibië ·
Niger ·
Nigeria ·
Noord-Macedonië ·
Oeganda ·
Portugal ·
Rwanda ·
Sao Tomé en Principe ·
Saoedi-Arabië ·
Senegal ·
Seychellen ·
Sierra Leone ·
Soedan ·
Swaziland ·
Tanzania ·
Togo ·
Tsjaad ·
Tunesië ·
Turkije ·
Uruguay ·
Venezuela ·
Verenigde Arabische Emiraten ·
Zaïre ·
Zambia ·
Zimbabwe ·
Zuid-Afrika ·
Zuid-Korea
Iran (2006) ·
Mexico (2006) ·
Portugal (2006)
FBF · 
Benins vrouwenelftal · Olympisch elftal
Algerije ·
Angola ·
Burkina Faso ·
Burundi ·
Congo-Brazzaville ·
Congo-Kinshasa ·
Egypte ·
Equatoriaal-Guinea ·
Ethiopië ·
Gabon ·
Gambia ·
Ghana ·
Guinee ·
Guinee-Bissau ·
Ivoorkust ·
Kameroen ·
Lesotho ·
Liberia ·
Libië ·
Madagaskar ·
Malawi ·
Mali ·
Marokko ·
Mauritanië ·
Mozambique ·
Namibië ·
Niger ·
Nigeria ·
Oeganda ·
Oman ·
Rwanda ·
Sao Tomé en Principe ·
Senegal ·
Sierra Leone ·
Soedan ·
Tanzania ·
Togo ·
Tsjaad ·
Tunesië ·
Verenigde Arabische Emiraten ·
Zambia ·
Zimbabwe ·
Zuid-Afrika ·
Zuid-Soedan